# Otto von Müller
Otto Ernst Gebhard Georg von Müller (* 17. Oktober 1875 in Jülich; † 2. April 1976 in Fürstenfeldbruck) war ein deutscher Tennisspieler und Offizier. Während des Ersten Weltkrieges war er persönlicher Adjutant des letzten deutschen Kronprinzen Wilhelm von Preußen.

## Herkunft und Familie
Das Geschlecht stammt aus Mecklenburg-Schwerin und beginnt die Stammreihe mit Adam Möller († 1693), der ab 1689 Amtmann in Redentin bei Wismar war. Seine Eltern waren der preußische Generalleutnant Eduard von Müller (1841–1932) und dessen Ehefrau Marie, geborene Schweickhardt (* 1850).
Otto von Müller heiratete am 2. Oktober 1905 in Bonn Olga „Olly“ Wessel. Aus der Ehe gingen die Kinder Irmgard Ingeborg (* 1906) und Wolfgang (* 1910) hervor.
Das Wappen der Familie war gespalten; rechts in Silber ein halbes schwarzes Kammrad am Spalt, links in Grün ein goldener Löwe; auf dem Helm rechts mit blau-silbernen, links mit grün-silbernen Dekken ein wachsender goldener Löwe.

## Militärlaufbahn
Nach dem Besuch des Berliner Luisengymnasiums trat Müller am 1. Oktober 1892 in das 1. Garde-Regiment zu Fuß der Preußischen Armee ein und avancierte bis Ende Januar 1894 zum Sekondeleutnant. Zur weiteren Ausbildung absolvierte er 1900/03 die Kriegsakademie, wurde Mitte April 1903 zum Oberleutnant ernannt und war von Ende Juli bis Ende September 1903 zur Dienstleistung beim I. Bataillon im Fußartillerie-Regiment „von Hindersin“ (1. Pommersches) Nr. 2 kommandiert. Ab 1. April 1905 folgte seine Kommandierung auf ein Jahr zur Dienstleistung beim Großen Generalstab. Dieses Kommando verlängerte sich bis zu seiner Beförderung zum Hauptmann und der Versetzung zu den dem Großen Generalstab zugeteilten Offizieren am 21. März 1908. Am 10. April 1908 wurde Müller zum Oberquartiermeisteradjutanten ernannt und Ende März des Folgejahres unter Überweisung zum Großen Generalstab in den Generalstab der Armee versetzt. Vom 20. April 1909 bis zum 21. März 1910 war er im Generalstab des VIII. Armee-Korps tätig und kehrte anschließend mit der Ernennung zum Chef der 8. Kompanie in sein Stammregiment zurück. 1913 kam er in den Generalstab der 21. Division nach Frankfurt am Main.
Seit dem 30. Juni 1914 war Müller persönlicher Adjutant des letzten deutschen Kronprinzen Wilhelm von Preußen, bis er am 26. November 1918 seinen Abschied nahm. In dieser Eigenschaft wurde er nach dem Beginn des Ersten Weltkriegs am 19. August 1914 zum Major befördert.
Bis zum  6. Mai 1914 war Müller mit folgenden Orden und Ehrenzeichen ausgezeichnet worden:
- Roter Adlerorden IV. Klasse
- Kronenorden IV. Klasse
- Ehrenritter des Johanniterordens
- Ritter II. Klasse des Herzoglich Sachsen-Ernestinischen Hausordens
- Ritter des Goldenen Kreuzes des Griechischen Erlöser-Ordens

## Sportliche Laufbahn
Bei den Olympischen Spielen 1912 in Stockholm nahm Müller an der Tenniseinzel- und Doppelkonkurrenz auf dem Rasen teil. Dabei erreichte er im Einzel mit drei glatten Siegen das Viertelfinale, schied dort aber gegen den späteren Olympiavierten Ladislav Žemla aus Böhmen aus. Mit Heinrich Schomburgk überstand er die erste Runde der Doppelkonkurrenz deutlich, im Achtelfinale hatten sie dann jedoch in vier Sätzen gegen die Franzosen Édouard Mény de Marangue und Albert Canet, die später die Bronzemedaille gewannen, das Nachsehen.
Aktiver Tennisspieler war er von 1897 bis 1933. 1913 stand er gegen Schomburgk im Finale der Internationalen Deutschen Meisterschaften in Hamburg. Er nahm fast nur an deutschen Turnieren teil, mit einer Pause von 1913 bis 1925.
Müller war der erste deutsche Olympionike, der über 100 Jahre alt wurde. Als er im April 1976 starb, war er 100 Jahre und ca. 6 Monate alt.